# ワーンクロット駅
ワーンクロット駅（ワーンクロットえき、タイ語:สถานีรถไฟวังกรด）は、タイ王国北部ピチット県ムアンピチット郡にある、タイ国有鉄道北本線の駅である。

## 概要
ワーンクロット駅はタイ王国北部ピチット県の県庁所在地で、人口約11万人が暮らすムアンピチット郡にあり町の中心部に位置している。駅の正面側（西側）を200m程行くとナーン川があり北本線と平行して流れている。
クルンテープ駅（バンコク）より339.36kmであり、快速列車利用で6時間20分程度である。
二等駅で1日当たり12列車（6往復）が発着しその内訳は快速列車3往復、普通列車3往復である。また当駅を含むロッブリー駅より終点チェンマイ駅までは、単線区間である。

## 歴史
1897年3月26日にタイ官営鉄道最初の区間が、クルンテープ駅 - アユタヤ駅間に開業した。1900年12月21日に当初計画のナコンラチャシーマ駅まで完成した。この頃北本線をチエンマイまで整備する事なり、少しずつ延伸開業の後1908年1月24日にピッサヌローク駅まで完成し、これに伴い当駅も開業した。当駅開業の約14年後の1922年1月1日に、チエンマイ駅までの全通完成を見た。
- 1897年3月26日 【開業】クルンテープ駅 - アユタヤ駅 (71.08km)
- 1897年5月1日 【開業】アユタヤ駅 - バーンパーチー駅 (18.87km)
- 1901年4月1日 【開業】バーンパーチー駅 - ロッブリー駅 (42.86km)
- 1905年10月31日【開業】ロッブリー駅 - パークナムポー駅 (117.75km)
- 1908年1月24日 【開業】パークナムポー駅　- ピッサヌローク駅 (138.66km)

## 駅構造
単式及び島式1面の複合型ホーム2面2線をもつ地上駅であり、駅舎はホームに面している。